# (14062) Cremaschini
(14062) Cremaschini (1996 CR8) – planetoida z grupy pasa głównego asteroid okrążająca Słońce w ciągu 3,8 lat w średniej odległości 2,43 j.a. Odkryta 14 lutego 1996 roku.